# Lijmcode
In software engineering is lijmcode of glue code broncode van een computerprogramma die niet bijdraagt aan de functionaliteit van het programma, maar die verschillende onderdelen van het programma en de gebruikte bibliotheken met elkaar verbindt om ze te kunnen laten samenwerken. Vaak wordt deze code geschreven om de in- en uitvoer van verscheidene bibliotheken in elkaar om te schrijven zodat onderlinge communicatie mogelijk is. Een ander voorbeeld is het aanroepen van code in een programmeertaal vanuit code die geschreven is in een andere programmeertaal, zoals met de Java Native Interface.
De lijmcode wordt in sommige gevallen wordt automatisch op basis van de API's van de gebruikte bibliotheken gegenereerd. Dit heet glue code generation. Een voorbeeld hiervan is de code van Java OpenGL die grotendeels met GlueGen, een applicatie, op basis van de bestanden in C is samengesteld.
Een binding is een vorm van lijmcode: het biedt een API aan voor een bibliotheek geschreven in een andere taal of een functionaliteit van het systeem.